# Nauki ścisłe

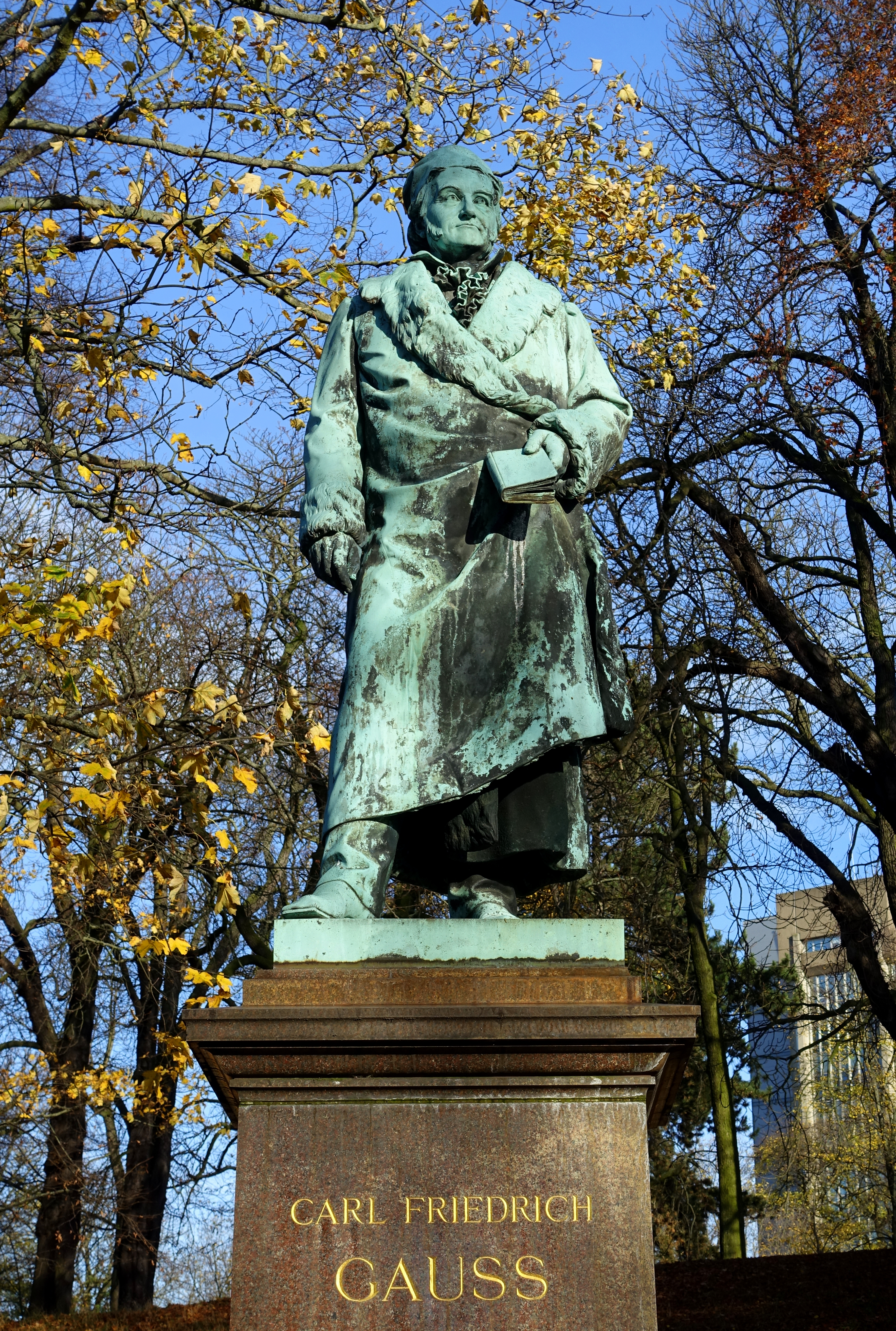
Carl Friedrich Gauss (XVIII–XIX w.) – przykład wybitnego ścisłowca i przyrodoznawcy jako wpływowy matematyk, fizyk, astronom, geodeta i wynalazca, zwany „księciem matematyków”.

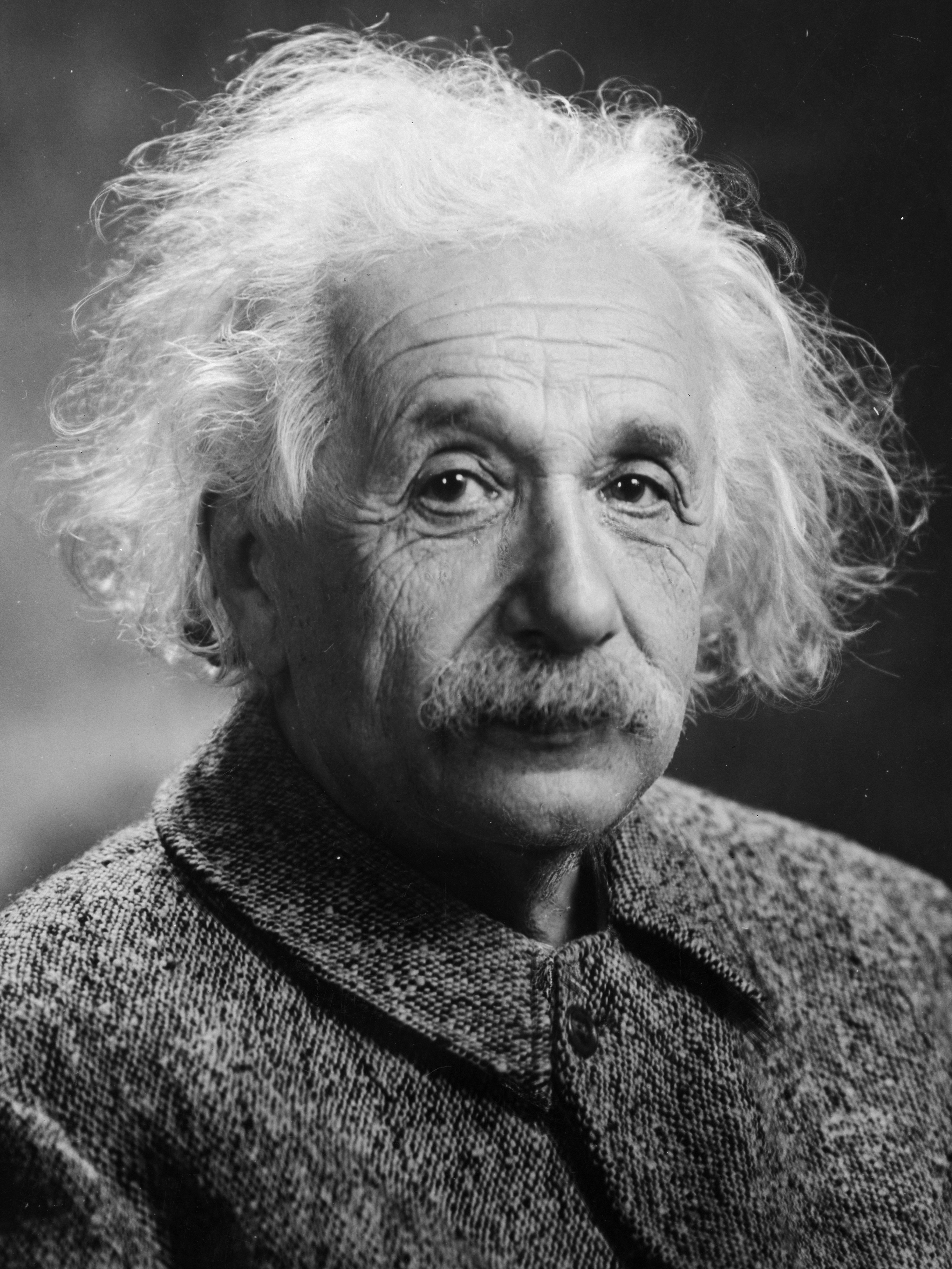
Albert Einstein (XIX–XX w.) – przykład ścisłowca wyjątkowo znanego. Zasłynął geniuszem i wpływem na społeczeństwo, np. na rozwój broni jądrowej, energetyki jądrowej i modelu Wielkiego Wybuchu; tygodnik „Time” uznał go za najważniejszego człowieka XX wieku

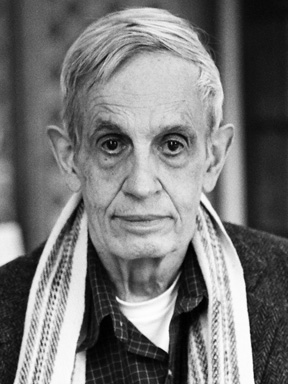
John Forbes Nash (XX–XXI w.) – przykład uczonego, który zastosował matematykę w naukach społecznych, co przyniosło mu Nagrodę Nobla w dziedzinie ekonomii za rok 1994

Nauki ścisłe – nauki oparte na ścisłych, jednoznacznych rozumowaniach jak dedukcja i metody ilościowe. Naukami ścisłymi nazywa się:
- przynajmniej część nauk formalnych jak matematyka i jej pogranicze: logika, statystyka, kryptologia czy informatyka teoretyczna – teoria obliczeń;
- część nauk empirycznych, zarówno przyrodniczych, jak i społecznych; przyrodoznawstwo bywa włączane do nauk ścisłych całkowicie[1], jednak nie zawsze, np. w:
  - dawnej kategoryzacji Nagród FNP („polskich Nobli”);
  - klasyfikacji dziedzin i dyscyplin naukowych w Polsce;
  - nazewnictwie niektórych instytucji opisanych dalej, podobnie wymieniających nauki przyrodnicze lub nauki o Ziemi obok tych ścisłych, co sugeruje brak pełnej inkluzji.

Przykładem ścisłej nauki społecznej może być ekonomia matematyczna, np. ekonometria;
- przynajmniej część nauk technicznych, choć wspomniana wyżej klasyfikacja państwowa traktuje je odrębnie.

## Występowanie terminu
Kategoria nauk ścisłych bywa używana w różnych kontekstach jak na przykład:
- określenie zajęć pewnych towarzystw naukowych jak Towarzystwo Nauk Ścisłych w Paryżu[3];
- przyznawanie niektórych nagród:
  - Nagroda Fundacji na rzecz Nauki Polskiej (FNP) w początkowej fazie, w latach 1992–2010, miała kategorię nauk ścisłych;
  - Nagroda Narodowego Centrum Nauki (NCN) ma kategorię nauk ścisłych i technicznych;
- grupowanie artykułów Encyklopedii PWN[4];
- definiowanie tematyki pewnych kursów akademickich[5].

W Polsce co najmniej kilka uczelni utworzyło wydziały z naukami ścisłymi w nazwie:
- Wydział Nauk Ścisłych i Nauk o Zdrowiu Katolickiego Uniwersytetu Lubelskiego Jana Pawła II (KUL);
- Wydział Nauk Ścisłych i Przyrodniczych Uniwersytetu Jana Kochanowskiego w Kielcach (UJK);
- Wydział Nauk Ścisłych i Przyrodniczych Uniwersytetu Komisji Edukacji Narodowej w Krakowie[6] (UKEN);
- Wydział Nauk Ścisłych i Przyrodniczych Uniwersytetu w Siedlcach (UWS);
- Wydział Nauk Ścisłych i Przyrodniczych Uniwersytetu Szczecińskiego (USz);
- Wydział Nauk Ścisłych i Technicznych Uniwersytetu Śląskiego (UŚ);
- Wydział Nauk Ścisłych, Przyrodniczych i Technicznych Uniwersytetu Jana Długosza w Częstochowie (UJD).

Oprócz tego:
- Uniwersytet Kardynała Stefana Wyszyńskiego w Warszawie prowadzi Szkołę Nauk Ścisłych, początkowo działającą jako samodzielna szkoła wyższa;
- Polska Akademia Nauk zawiera Wydział III – Nauk Ścisłych i Nauk o Ziemi[7].

Pojęcie nauk ścisłych nie występuje jednak w klasyfikacji OECD z 2004 roku.

## Charakterystyka ścisłowców
Większość przedstawicieli tych nauk jest płci męskiej, co skutkowało kampaniami na rzecz feminizacji tego środowiska. Przykładem takich działań w USA są osobne nagrody dla kobiet w:
- matematyce – Ruth Lyttle Satter Prize;
- fizyce – Maria Goeppert-Mayer Award;
- astronomii – Annie J. Cannon Award in Astronomy.

Mimo to zdarzały się kobiety wybitnie zasłużone tym naukom jak Maria Skłodowska-Curie, 2-krotna noblistka – z fizyki i chemii. Nagrody Nobla w tych dziedzinach zdobywało też kilka innych pań. Kobiety zdobywały też najwyższe wyróżnienia matematyczne jak:
- Medal Fieldsa – Marjam Mirzachani, Maryna Wiazowska;
- Nagroda Abela – Karen Uhlenbeck.

Kobiety bywały pionierkami niektórych dyscyplin, np. Ada Lovelace jest nazywana pierwszą programistką i osobą programującą ogółem, nie tylko wśród kobiet.
Dysproporcja płci bywa wiązana z dyskryminacją lub innym seksizmem jak zjawisko Matyldy.

## Nauki ścisłe a humanistyka
Nauki ścisłe są uznawane za rozłączne z humanistyką; przykładowo przedstawiciel tych pierwszych, czyli ścisłowiec, bywa nazywany antonimem humanisty. Mimo to humanistyka obejmuje pewną działalność bliską naukom ścisłym, np. przez badanie ich. Przykłady to część naukoznawstwa jak obszary historii nauki i filozofii nauki, np. filozofia matematyki czy fizyki. Między naukami ścisłymi a humanistyką zachodzi też wpływ:
- rozwój techniki umożliwił pewne kierunki sztuki jak architektura, fotografia artystyczna, film artystyczny czy pewne formy gier wideo; zjawiska te są badane przez humanistów jak historycy sztuki czy estetycy;
- nauki ścisłe inspirują fantastykę naukową, badaną przez kulturoznawców jak literaturoznawstwo, filmoznawstwo czy groznawstwo.

Podejmowano też próby upodobnienia filozofii do nauk ścisłych.